# Geofagi
| Kiseldioxiden i jordpartiklar som har ätits av en sydafrikansk kvinna syns i vitt på denna röntgenbild. |  | Flera arter av papegoja tillhör gruppen med djur som regelbundet äter jord. |
| Kiseldioxiden i jordpartiklar som har ätits av en sydafrikansk kvinna syns i vitt på denna röntgenbild. |  | Flera arter av papegoja tillhör gruppen med djur som regelbundet äter jord. |

Geofagi är handlingen att äta jord eller jordliknande substanser som lera och kalk. Det förekommer hos vilda djur, där det kan vara ett naturligt eller sjukligt beteende, men även hos människor, där det är vanligast i bonde- eller förindustriella samhällen hos barn och gravida kvinnor. Mänsklig geofagi kan bero på pica, en ätstörning som i Diagnostic and Statistical Manual of Mental Disorders (DSM) karaktäriseras av abnorma begär för icke-näringshaltiga ting.
Geofagi är utbrett i djurriket. Den grekiska filosofen och läkaren Galenos var den första som beskrev hur sjuka djur åt lera under 100-talet. Denna typ av geofagi har dokumenterats hos en mängd olika arter av däggdjur, fåglar, reptiler, fjärilar och gråsuggor, speciellt bland gräsätare.